# Демидков, Григорий Иванович
Григорий Иванович Демидков — советский военный деятель, генерал-лейтенант.

## Биография
Родился в 1923 году в деревне Красная Слобода. Член КПСС.
С 1941 года — на военной службе, общественной и политической работе.
Участник Великой Отечественной войны: командир взвода автоматчиков 18-й стрелковой бригады, командир взвода в тылу врага, командир роты ПТР, заместитель командира, командир стрелкового батальона 98-го гвардейского стрелкового полка 30-й гвардейской стрелковой дивизии
После войны — на командных должностях в Советской Армии.
В 1967—1970 гг. — командир 20-й гвардейской мотострелковой Прикарпатско-Берлинской Краснознамённой ордена Суворова дивизии.
В 1973—1976 гг. — первый заместитель командующего войсками Сибирского военного округа.
Делегат XXIV съезда КПСС.
В отставке с 1989 года.